# أكرم الجولحي
أكرم محمد أحمد الجولحي هو كاتب وصحفي وإعلامي وناشط حقوقي يمني

## نبذه
أكرم محمد الجولحي: كاتب صحفي وإعلامي يمني عمل في العديد من الصحف والمجلات والقنوات الفضائية، وكاتب صحفي للعديد من الصحف والمواقع المحلية والعربية والاجنبية ومصصم للمواقع الالكترونية.
تقلد منصب مدير للاعلام في مجلس الترويج السياحي وسكرتير صحفي لوزير السياحة الدكتور قاسم سلام عام 2012م ورئيس تحرير مجلة السياحة اليمنية عام 2013م ورئيس تحرير لموقعها الالكترونية.
ناشر ورئيس تحرير صحيفة عاجل سبورت الشبايبة والرياضية (2009 : الآن)
عمل في صحيفة يمن ابزورفر الناطقة بالإنجليزية بوظيفة كبير الصحفيين ورئيس تحرير للموقعها الإلكتروني عام 2011م ومدير للاخبار في قناة العقيق واعداد وتقديم البرامج التلفزيونية 2011م وعمل بمنصب مدير تحرير وكالة انباء السعيدة 2012م ورئيس تحرير موقعها الإلكتروني والعديد من الأعمال والمهام الصحفية والاعلامية.
بلاضافة إلى العديد من أعمال تصميم المواقع الالكترونية منها موقع صحيفة يمن اوبزرفر وموقع مهرجان صيف صنعاء وموقع مجلة السياحة وموقع حديقة الحيوان بصنعاء وموقع عاجل برس وعاجل سبورت وموقع مهرجان اليمن للافلام القصيرة وغيرها من المواقع الشخصية ومواقع الشركات.

## المؤهلات العلمية
1. بكالوريوس في الإعلام والإتصال من الجامعة اليمنية بتقدير إمتياز مع مرتبة الشرف، والترتيب الأول على الدفعة.
2. بكالوريوس نظم معلومات - الاكاديمية الدولية.
3. دبلوم في الذكاء الإصطناعي (AI)
4. دبلوم في تطوير الخدمات وتبسيط الإجراءت.
5. دبلوم في الحاسوب من معهد الملك فهد.
6. دبلوم في إدارة المؤسسات الاعلامية.
7. دبلوم في إدارة الصحف والمجلات.
8. دبلوم في البرامج التطبيقية.
9. دبلوم في الصحافة الالكترونية.
10. دبلوم في الاخراج التلفيزيوني.
11. دبلوم في الاخراج الصحفي.
12. دبلوم في اساليب تقديم البرامج.
13. دبلوم في الصحافة الاستقصائية.
14. دبلوم في الاعلام السياحي.
15. دورات تدريبية في المجتمع المدني والعالم والتحول الديمقراطي والتدريب عن بعد والتعليم المفتوح.

## اماكن العمل
عمل في العديد من الصحف والمجلات والقنوات الفضائية ويعمل حاليا:-
- عضو التحالف الدولي لكتاب السفر[2]
- رئيس تحرير صحيفة السياحة اليمنية[3]
- سكرتير صحفي لوزير السياحة الدكتور/ قاسم سلام
- مدير عام الإعلام [4]في مجلس الترويج السياحي
- كبير الصحفيين في صحيفة يمن ابزورفر الناطقة بالإنجليزية ورئيس تحرير موقع الصحيفة[5]
- مدير للاخبار في قناة العقيق
- رئيس تحرير مجلة السياحة اليمنية [6]
- مدير تحرير وكالة انباء السعيدة FNA.
- رئيس تحرير صحيفة عاجل سبورت الرياضية.